# Денис Муквеге
Денис Маквеге (рођен 1. марта 1955) је конгоански гинеколог. Основао је и ради у болници Панзи у Букаву, где је специјализовао лечење жена које су силоване од стране побуњеника. Лечио је хиљаде жена које су биле жртве силовања од Другог конгоанског рата, неке од њих више од једном, изводећи до десет операција дневно у току свог 18-часовног радног дана. Према канадским новинама The Globe and Mail, Маквеге је "вероватно водећи светски стручњак за лечење повреда од силовања".
Маквеге и Надија Мурад су 2018. године заједно добили Нобелову награду за мир, за "њихове напоре да се оконча употреба сексуалног насиља као оружје у рату и оружаном сукобу".

## Младост и образовање
Маквеге је треће од деветоро деце пентекосталистичког свештеника и његове жене. Студирао је медицину јер је хтео да лечи болесне људе за које се његов отац молио, након што је видео компликације приликом порода које је доживела жена у Конгу која није имала специјалистичку здравствену негу.
Након што је добио медицинску диплому на Универзитету у Бурундију 1983. године, Маквеге је радио као педијатар у руралној болници Лемера близу Букавуа. Ипак, након што је видео женске пацијенте које су, због недостатка одговарајуће неге, често патиле од болова, гениталних лезија и фистула након порођаја, Маквеге је студирао гинекологију и акушерство на Универзитету у Анжеу у Француској, где је 1989. године завршио своју медицинску специјализацију.
Докторирао је 24. септембра 2015. године на Слободном универзитету у Бриселу са својом тезом о трауматским фистулама у источном региону Демократске Републике Конго.

## Каријера
Након што се вратио са студија у Француској, Маквеге је наставио да ради у Лемера болници, али се након почетка Првог конгоанског рата, због насилних инцидената, вратио у Букаву, где је основао болницу Панзи 1999. године.
Од њеног оснивања, болница Панзи је лечила више од 85.000 пацијената са сложеним гинеколошким оштећењима и траумама, процењује се да је 60 посто повреда узроковано сексуалним насиљем. Већина пацијената из тог времена долазила је из ратних зона. Маквеге је описао како су његови пацијенти стизали у болницу понекад голи, обично у ужасном стању. Када је приметио да се оштећивање гениталија користило као оружје у рату у сукобу крајем деведесетих година прошлог века, између различитих оружаних група, Маквеге се посветио реконструктивној операцији како би помогао женама жртвама сексуалног насиља. Немачки институт за медицинску мисију подржава Маквегеов рад са фондовима и лековима.

### Говор Уједињеним нацијама
Септембра 2012. године, Маквеге је одржао говор Уједињеним нацијама где је осудио масовно силовање у Демократској Републици Конго, те је критиковао владу Конга и других земаља "због тога што не раде довољно како би се зауставило оно што је он назвао "неправедан рат који је користио насиље над женама и силовање као ратну стратегију"".

### Покушај атентата и повратак
Четворица наоружаних људи су 25. октобра 2012. године напали Маквегеову резиденцију док није био код куће, држали су његову кћерку као таоца и чекали га да се врати како би га убили. По повратку, његов стражар је интервенисао, а атентатори су га убили. Промашили су Маквегеа јер се бацио на земљу током пуцњаве. После покушаја атентата, Маквеге је отишао у изгнанство у Европу и болница Панзи је известила да његово одсуство има "разарајући ефекат" на свакодневне операције.
Вратио се у Букаву 14. јануара 2013. године, где га је становништво топло дочекало, посебно његови пацијенти, који су прикупили средства како би му платили карту за повратак, продајући ананас и лук.